# Astronotus
Astronotus és un gènere de peixos pertanyent a la família dels cíclids.

## Taxonomia
- Astronotus crassipinnis (Heckel, 1840)[2]
- Astronotus ocellatus (Agassiz, 1831)[3][4][5][6][7][8][9]